# László Vértes
Dans le nom hongrois Vértes László, le nom de famille précède le prénom, mais cet article utilise l’ordre habituel en français László Vértes, où le prénom précède le nom.
László Vértes (né à Budapest le 3 novembre 1914 et mort dans la même ville le 20 août 1968) est un paléontologue et préhistorien hongrois, connu notamment pour ses fouilles du site du Paléolithique inférieur de Vértesszőlős.

## Études et jeunesse
Après le baccalauréat, il est admis à l'université Semmelweis mais n'y étudie que pendant deux semestres en 1934. Il gagne ensuite sa vie en exerçant divers métiers, comme bibliothécaire, manœuvre, coiffeur pour dames et même trapéziste, mais sa passion est la spéléologie, ce qui le conduit à s'intéresser aussi à l'archéologie souterraine en autodidacte. D'ailleurs par la suite il n'étudiera jamais l'archéologie à l'université, si bien qu'il ne pourra devenir docteur ès sciences dans ce domaine (tudományok doktora, D.Sc.) qu'après avoir reçu exceptionnellement de la commission correspondante de l'Académie hongroise des sciences le grade de kandidátus (« doctorant ») malgré son absence de diplôme universitaire.

## Paléontologue
En 1936, il rejoint le groupe de spéléologie du TTE et explore notamment les grottes Legény-barlang et Leány-barlang (« du jeune homme » et « de la jeune fille ») près de Kesztölc dans le massif du Pilis, mais en 1939 c'est déjà sous la direction du paléontologue Ottokár Kadić (hu) qu'il fouille la grotte Ördöglyuk (« trou du diable ») près de Solymár. Il se familiarise avec pratiquement toutes les grottes importantes du pays, et quand il revient à la grotte de Solymár en 1943, il est employé par le Musée national hongrois, et le paléontologue dirigeant les fouilles, András Tasnádi-Kubacska, admire son intrépidité à « tailler au-dessus de sa tête, accroché à une corde au-dessus d'un gouffre de dix mètres de profondeur, pour dégager les ossements blancs d'animaux préhistoriques de l'argile rouge » qui risquait de s'effondrer en l'ensevelissant.
Pendant la bataille de Budapest, début 1945, il doit quitter la ville. Après la prise de la ville par les troupes soviétiques en février 1945, il rentre à Budapest et le Musée national hongrois le nomme directeur de l'Inspection des grottes (Barlang Felügyelőség). Il poursuit les fouilles de la grotte de Solymár, et les dirige désormais.

## Préhistorien
Il mène des fouilles dans le Mecsek, le Pilis et le Bükk, où à la grotte de l'Istállós-kő, il lance en 1947 sa première expédition archéologique organisée de façon réellement professionnelle et fait extraire et transporter au Musée national un foyer humain préhistorique. C'est à cette période que son domaine d'intérêt passe petit à petit de la paléontologie à la préhistoire. Lorsqu'en 1951 l'Institut de géologie (MÁFI) transmet au Musée sa collection paléolithique, il en prend en charge la direction. Il mène des recherches paléontologiques et géologiques jusqu'en 1952, et se consacre ensuite à l'archéologie de l'homme préhistorique du Pléistocène : il rouvre des fouilles modernes sur des sites archéologiques anciens et modifie considérablement la chronologie du Paléolithique, fouillant notamment le site de Tata, la mine d'ocre paléolithique de Lovas, et en 1960-1961 la mine de silex de Mogyorós-domb à Sümeg.

## Vértesszőlős

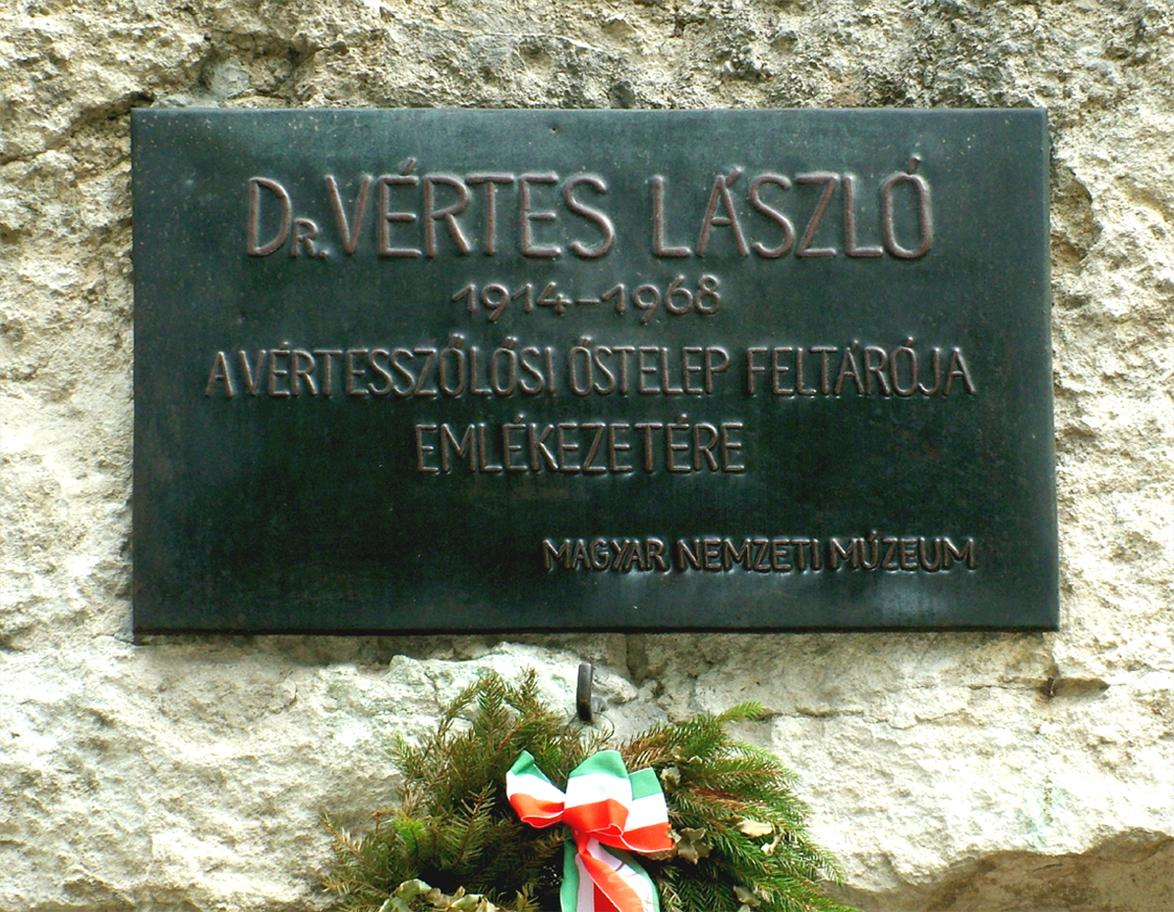
Plaque commémorative sur le site préhistorique de Vértesszőlős

Ses fouilles à Vértesszőlős,, à partir de 1963, lui apportent le résultat le plus important de sa vie : un habitat d'Homo heidelbergensis ou de Prénéandertalien vieux de près de 400 000 ans, inséré dans les couches de tuf calcaire accumulées pendant des millénaires par des sources karstiques. Il y trouve deux ans plus tard un os occipital humain, et enfin des traces de pas humains d'une valeur scientifique considérable.
Après s'être intéressé à la typologie du Paléolithique, il se consacre alors aux méthodes statistiques, notamment en ce qui concerne la répartition des tailles de l'industrie lithique, et y cherche les lois historiques de la naissance et du développement des outils, et les réponses à la grande question de l'hominisation, à travers « les premières idées et notions hésitantes créées par l'homme primitif pour adapter peu à peu ses outils dans la lutte ininterrompue pour la survie ».
Mais sa mort à 53 ans ne lui permet pas d'aller plus loin dans cette voie. Il aura néanmoins réussi, outre ses découvertes ayant interpellé le monde scientifique, à faire du site préhistorique de Vértesszőllős un lieu préservé, protégé et ouvert aux visites, et à écrire au milieu de toutes ses autres activités un récit palpitant des événements des cinq années de fouilles à Vértesszőllős, intitulé Kavicsösvény (« Chemin de cailloux »).

## Hommage
Son nom a été donné à la grotte Vértes László-barlang située dans les monts Gerecse près de Vértesszőllős.

## Principales publications
- (de) László Vértes, Tata: Eine mittelpaläolithische Travertin-Siedlung in Ungarn, Budapest, Akadémiai kiadó, coll. « Archaeologia Hungarica » (no 43), 1964, 253 p. : le site de Tata
- (en) Miklós Kretzoi et László Vértes, « Lower Palaeolithic hominid and pebble-industry in Hungary », Nature, Londres, vol. 208,‎ 1965, p. 205 (DOI 10.1038/208205a0) — renvoyant à (en) Miklós Kretzoi et László Vértes, « Upper Biharian (Intermindel) pebble-industry occupation site in Western Hungary », Current Anthropology, University of Chicago Press, vol. 6, no 1,‎ 1965, p. 74-87 (ISSN 0011-3204, JSTOR 2740107) : le site de Vértesszőlős
- (en) László Vértes, « Typology of the Buda industry », Quaternaria, Rome, A.C. Blanc, vol. VII,‎ 1965, p. 185-195 (ISSN 0085-5235)
- (en) László Vértes, « The Lower Palaeolithic Site of Vértesszőllős », dans Rupert Bruce-Mitford, Recent Archaeological Excavations in Europe, Londres, Routledge, 1975, 335 p. (ISBN 9780710079633)
- (hu) László Vértes, Kavicsösvény : A vértesszőlősi előember regénye, Budapest, Gondolat, 1969, 234 p. (OCLC 18580113) [« Chemin de cailloux. Le roman de l'homme primitif de Vértesszőlős »]